# Tr3s Lunas
A Tres Lunas (magyarul: Három hold) Mike Oldfield 2002-es, huszadik nagylemeze.
Az album két CD-n jelent meg, az első lemez a zene, a második pedig egy számítógépes játékprogram. A játékot is Mike Oldfield készítette számítógépes programozók segítségével. A zene tulajdonképpen csak ennek a játéknak az aláfestése.
A lemez főképpen instrumentális, de egy pop-dal is található rajta, a "To Be Free". Ez a szám kislemezként is megjelent, rádiók számára újrakevert változata az utolsó szám.
A "Thou Art In Heaven" a The Millennium Bell album koncertjén készült.
Az album címében az "e" betűt a 3-as számmal szokták helyettesíteni: Tr3s Lunas.

## Számok
1. "Misty" – 3:59
2. "No Mans Land" – 6:08
3. "Return to the Origin" – 4:38
4. "Landfall" – 2:19
5. "Viper" – 4:32
6. "Turtle Island" – 3:40
7. "To Be Free" – 4:21
8. "Firefly" – 3:46
9. "Tres Lunas" – 4:35
10. "Daydream" – 2:15
11. "Thou Art in Heaven" – 5:22
12. "Sirius" – 5:47
13. "No Mans Land" (Reprise) – 2:56
14. "To Be Free" (Radio Edit) – 3:56

## Zenészek
- Mike Oldfield, valamint:
- Sally Oldfield, Amar, Jude Sim – vokál
- Philip Lewis, Thomas Suessmair – dobritmusok

## Produkció
- Producer: Mike Oldfield
- Hangmérnök asszisztens: Ben Darlow

## Érdekességek
- A számítógépes játékot mindössze három ember készítette. A programozói feladatokat Colin Dooley végezte el. A grafikai elemeket Nick Catcheside rajzolta meg. Mike Oldfield pedig összeállította a játékot. Kitalálta, milyen elemek legyenek benne, milyen játékszabályok szerint működjenek, és természetesen hozzácsiszolta a zenét.